# Веома стар човек са огромним крилима
„Веома стар човек са огромним крилима“ (шп. Un señor muy viejo con unas alas enormes) са поднасловом „Прича за децу“ је кратка прича колумбијског писца Габријела Гарсије Маркеса. Прича је написана 1968. и објављена у издању часописа Casa se las Americas од маја до јуна 1968. (VIII, 48). Рад је објављен на енглеском у New American Review 13, 1971. године. Појавила се у књизи Leaf Storm из 1972. године. Кратка прича говори о истоименом лику који се појављује у једном породичном дворишту током олујне ноћи. Следе реакције породице, града и посетилаца. Ова прича спада у жанр магичног реализма.

## Резиме радње
Прича почиње после три дана обилне кише. Ракови харају Пелајовом и Елисендином кућом и изазивају ужасан смрад за који се сматра да је узрок болести бебе. Када се Пелајо враћа након бацања ракова у море, у свом дворишту види веома старог човека са крилима како лежи лицем надоле у блату. Запањен, Пелајо одлази по своју жену и они прегледају човека. Обучен је у одрпану одећу и веома прљав. Након што су тако дуго зурили у њега, Пелајо и Елисенда покушавају да разговарају са њим, али човек говори на неразумљивом дијалекту. Они закључују да је он бродоломац; међутим, комшиница их обавештава да је човек анђео.
Следећег дана цео град зна за човека са крилима за кога кажу да је анђео. Пелајо одлучује да окује човека у ланце и задржи га у кокошињцу. Дан касније, када киша престане, беба се осећа боље и може да једе. Пелајо и Елисенда желе да пошаљу старца на море са храном и водом за три дана како би се природа побринула о њему. Међутим, када изађу у своје двориште, виде масу људи окупљену око кокошињца који желе да виде анђела; малтретирају га тако што га третирају као циркуску животињу уместо као особу.
Свештеник, отац Гонзага, долази до куће јер га је изненадила вест о анђелу. Посматрачи износе претпоставке о томе шта би требало да се деси анђелу, говорећи ствари попут „он треба да буде вођа света“ или „треба да буде војсковођа да би победио у свим ратовима“. Међутим, отац Гонзага одлучује да утврди да ли је човек анђео или не говорећи му на латинском. Пошто човек са крилима није препознао латински језик и изгледао је превише људски, свештеник закључује да човек не може бити анђео. Отац Гонзага затим упозорава посматраче да тај човек није анђео. Међутим, народ не мари, а глас да је старац са крилима анђео, се шири.
Људи су почели да долазе са свих страна у кућу Пелаја и Елисенде да виде анђела. Долази до тога да морају да изграде ограду и наплаћују улаз људима. Међутим, старац не ради ништа. Његова публика покушава да га наведе да реагује, у једном тренутку га гурајући врелим гвожђем. Анђео одговара љутито, машући крилима и вичући на свом чудном језику.
Касније, карневал стиже у град и доводи жену која се преобразила у паука. Грађани губе интересовање за анђела. Међутим, Пелајо и Елисенда су у стању да изграде вилу од богатства које су стекли наплатом улазница. Дете одраста и речено му је да не улази у кокошињац. Ипак, дете улази, а касније дете и старац истовремено имају овчије богиње.
Када дете пође у школу, кокошињац се разбија и човек почиње да се појављује у кући Пелаја и Елисенде. Затим се усељава у шупу и постаје веома болестан. Ипак, преживљава зиму и постаје јачи. Једног судбоносног дана, Елисенда спрема ручак, гледа кроз прозор и види како старац покушава да лети. Његови први покушаји су неспретни, али на крају успева да се подигне високо и одлети из Пелајове и Елисендине куће. Елисенди је лакнуло „због себе и због њега“, када га је видела како одлази.

## Ликови
- Пелајо: Пелајо је отац детета и Елисендин муж. Он открива старца у свом дворишту.
- Елисенда: Пелајова жена и мајка његовог детета. Елисенда је та која долази на идеју да наплати људима карте да виде старца и на крају је последња која га види пре него што полети.
- Старац: Предмет многих дебата и мета немилосрдног подстицања грађана. Мистерија постојања и историје старца остаје неразјашњена. Он се први пут појављује у дворишту Пелајове куће после три дана кише, слаб и прекривен блатом. Породица га уводи у кокошињац где га држе као неку врсту атракције. На крају, поново му израсте све перје и он одлети. Старац се много пута описује као да има „антикварске“ очи.[6]
- Отац Гонзага: Отац Гонзага је градски свештеник и ауторитет града. Он је описан као „снажан дрвосеча“ пре него што је постао свештеник. Отац Гонзага сумња да је старац варалица јер не зна латински, језик Божји. Затим контактира Цркву и чека пресуду вишег ауторитета.
- Комшиница: Прича се да комшиница зна све о животу и смрти. Она мисли да је старац анђео који је пао са неба и дошао по Пелајевог сина.
- Жена паук: Жена паук долази и у суштини преузима старчеву славу. Била је дете које се једне ноћи искрало из родитељске куће да оде на плес. Након ове непослушности, претворена је у тарантулу са главом жене. Народ заборавља на старца и фокусира свој интерес на њу. За разлику од старца, који не прича и не креће се много, она је увек отворена да исприча своју причу, па сељани напуштају старца када она дође. Жена паук је привлачна за посетиоце јер је лик који је у вези са неким који се бори против наизглед хладног и страног старца.
- Дете: Дете је новорођена беба Пелаја и Елисенде, која је болесна када прича почне. Комшиница покушава да каже породици да је старац дошао да узме бебу. Старац и дете су донекле повезани. У исто време су болесни и играју се заједно.

## Теме
Постоји тема тумачења структура власти као што видимо код оца Гонзаге и суседа. Постоји и тема о људском стању када се посматра стар човек и како се он не види као анђео због његових земаљских квалитета. Људско стање је важно када се узме у обзир жена паук јер њена прича привлачи посетиоце јер могу да је сажале.
Неке друге теме су паралеле између детета и анђела јер се чини да су то двоје повезани. Тема крила и њихова симболика заступљена је и у овој причи. Значај крила у односу на старчеве карактеристике и Маркесову употребу крила може се тумачити као логика допуне. Крила одвајају овог старца од остатка заједнице. Чак и када доктор прегледа крила, она изгледају природно, али се разликују од уобичајене анатомије. Ту је и основна тема преиспитивања светих и секуларних слика.
Неизвесност и двосмисленост се такође виде у целом делу - један аспект онога што га чини примером магичног реализма. Иако се чини да свет постоји унутар онога што бисмо сматрали веродостојним градом у прилично скорије време, не постоје докази где и када, да дају било какав конкретан контекст. Помињу се авиони и отац Гонзага може да комуницира са папом, али и даље се чини да двосмислени град постоји у свету који је више паралелан са било којим који би читаоцу био познат. Неизвесност је такође повезана са постојањем старца. Маркес даје предлоге за објашњења иако нагађања грађана, углавном да је он анђео, али прави одговор није дат. Наратор не нуди убедљиве реакције или доказе који би сугерисали да је било која од представљених могућности истинита.

## Магични реализам
Већину "магичних" аспеката приче, пре свега старчева крила и чудну трансформацију жене паука, мештани третирају са радозналошћу и фасцинацијом, али не више него што би били усмерени на животињу у циркусу. Третман натприродних, магичних или на други начин немогућих догађаја, ликова и окружења је оно што дефинише жанр магијског реализма. Ово је демонстрирано како у стварном тону који Маркес користи да магичну појаву смести у наизглед реалистична окружења, тако и у лакоћи са којом ликови прихватају магични реализам као део свог свакодневног живота. На пример, при првом сусрету протагониста са старцем, пише: „Гледали су га тако дуго и тако пажљиво да су Пелајо и Елисенда врло брзо превазишли своје изненађење и на крају су схватили да им је познат." Након што су грађани изгубили интересовање за наводног анђела, а Пелајо и Елисенда су довољно профитирали да себи купе вилу, пар само толерише старца, третирајући га више као терет или сметњу него као усвојеног члана породице. Првобитни шок је одавно прошао и магија је избледела и Елисенда се само мало труди да задржи старца да не одлети на крају приче. Како свезнајући приповедач у трећем лицу открива, Елисенда је „наставила да га посматра чак и када је завршила са сечењем лука и наставила је да гледа све док више није могла да га види, јер тада више није био сметња у њеном животу већ замишљена тачка на хоризонту мора“.
Поред тога, опис старчевог изгледа чини да онострано присуство крила изгледа уобичајено. Када отац Гонзага посети старца ради прегледа, примећује да је „гледан изблиза био превише човек: имао је неподношљив мирис, задња страна његових крила била је посута паразитима, а његово главно перје је оштећено од стране земаљских ветрова, и ништа се на њему не може упоредити са поносним достојанством анђела“. Уместо да нагласи изузетно постојање крила, Маркес скреће пажњу читаоца на људскост присутну у старцу – оно што га чини неанђелским.

## Контекст
Прича је добила неколико критичних коментара, од којих већина коментарише Маркесову употребу жанра магичног реализма.
У чланку за Journal of the Fantastic in the Arts, Грир Вотсон је прокоментарисао да се мало тога сматра фантастичним у причи, већ да се елементи попут крила старца представљају као прихваћена чињеница. Он даље наводи да је само анђеоска природа крилатог човека доведена у питање.
Научник Џон Гудвин пише да „мишљења сељана откривају идеализован поглед на религију као владу; њихов однос према анђелу, међутим, одаје њихову реакцију на владавину верских власти“. Марси Шварц је сматрала да је Маркесова употреба двосмислености била ефикасна.
Вера М. Куцински је коментарисала употребу крила у причи у контексту афроамеричког мита о летењу и  летења уопште. Она такође наглашава употребу чаробњаштва и летења у традиционалном афроамеричком фолклору, док истовремено прави историјска и књижевна поређења са делима других писаца као што су El Carnero Хуана Родригеза Фрејла (1636) и The Kingdom of This World Алехоа Карпентера (1957).

## Издања приче
Причу је за сцену адаптирао Нило Круз 2002. године, коју је објавио у часопису Theater. Theatre Formation Paribartak из Индије претворила је причу у представу и поставља је од 2005. године.
Ову причу је првобитно написао Габријел Гарсија Маркес на шпанском језику 1968. Превео је на енглески језик Грегори Рабаса. Првобитно је објављена 1971. године, а касније у књизи Leaf Storms and Other Stories 1972. године на енглеском.